# Geschäftshaus der Striehlschen Waisenstiftung

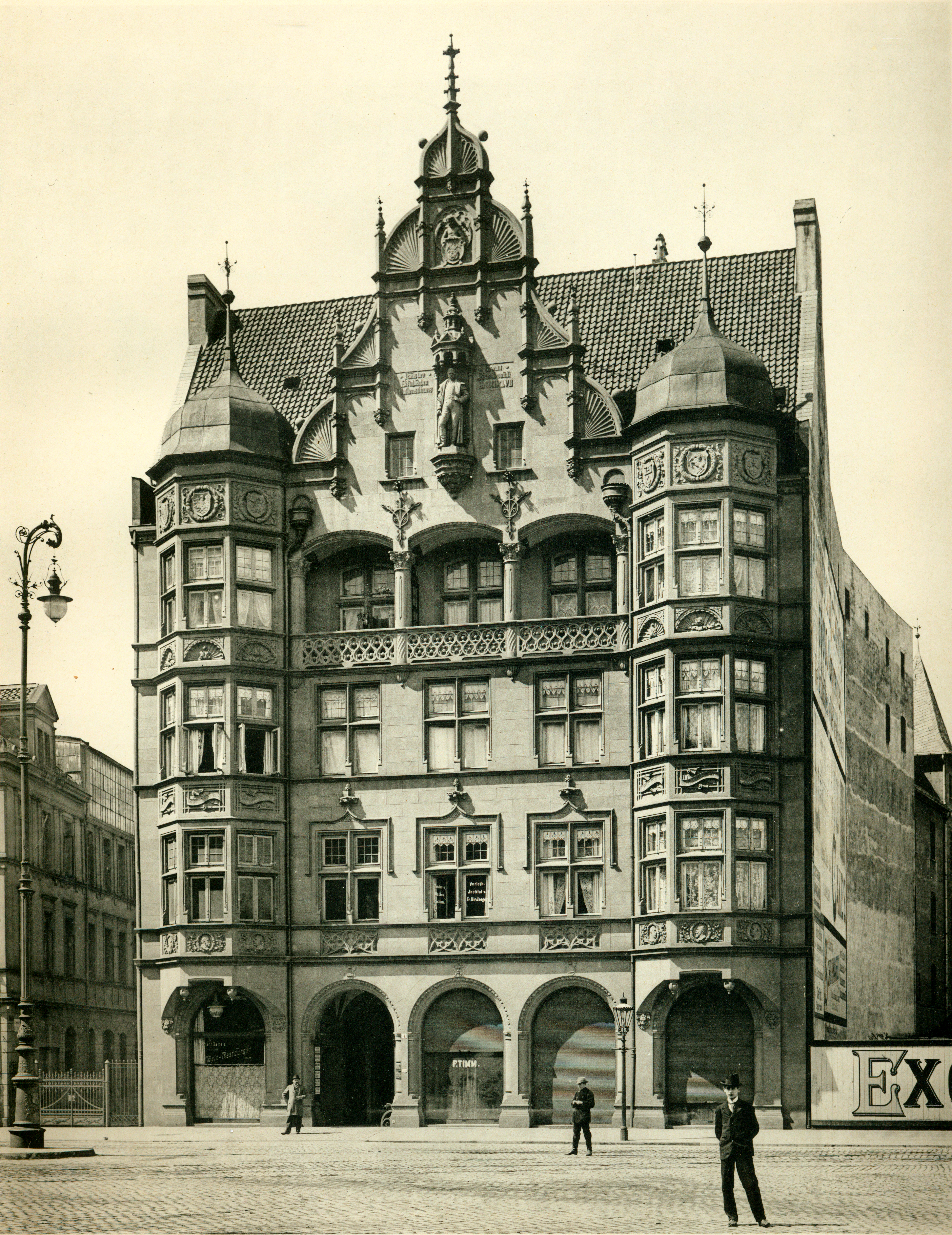
„Haus der Striehlschen Waisenstiftung“
Lichtdruck nach einem Foto von Georg Alpers in den Blättern für Architektur und Kunsthandwerk

Das Geschäftshaus der Striehlschen Waisenstiftung in Hannover, Goseriede 4, war ein 1896–1897 für die Striehlsche Waisenstiftung errichtetes Wohn- und Geschäftshaus. Es stand zwischen den – später erbauten – Gebäuden Anzeiger-Hochhaus und Neues Steintor nahe dem Platz Am Steintor im heutigen hannoverschen Stadtteil Mitte.

## Geschichte und Beschreibung
Das Grundstück an der Goseriede, auf dem zuvor ein kleines Gebäude stand, durfte laut dem Testament des Stifter-Ehepaares Striehl nicht verkauft werden, die Einnahmen aus einer möglichst guten Verwertung sollten der Stiftung zufließen. So wurde der Vorgängerbau abgerissen und ein auf hannoversche Architekten begrenzter Architektenwettbewerb ausgeschrieben, an dem sich auch der Architekt Albrecht Haupt beteiligte. Den 1. Preis erhielt jedoch der Entwurf des Architekten Hermann Schaedtler, nach dem dann 1896–1897 das „Zinshaus“ mit Vorder- und Hinterhaus auf dem tief in den Baublock hineinreichenden Grundstück errichtet wurde. Während das Erdgeschoss mit einem Ladenlokal und weiteren Geschäftsräumen versehen war, wurden in den drei Obergeschossen beider Gebäudeteile je fünf abgeschlossene Wohnungen gebaut, von denen die im Vorderhaus anfangs durchschnittlich 1.700 Mark, die im Hinterhaus 500 Mark Miete einbrachten.
Die Straßenfront des Geschäftshauses wurde mit rotem Mainsandstein verkleidet, während die Hoffronten mit Zement verputzt wurden. Der viergeschossige Bau im Stil der Neorenaissance und den seinerzeit für Hannover typischen nach außen öffnenden Fenstern zeigte zur Straße hin vor dem mit roten Dachpfannen gedeckten Steildach einen nachempfundenen Welschen Giebel. Dort fand sich die erhabene Inschrift „Haus der Striehlschen Waisenstiftung“ sowie das Baujahr 1897 und dazwischen das vollplastische und überlebensgroße Standbild des männlichen Parts des Stifterehepaares, des Johann Heinrich Christian Striehl, das auf einer Konsole stand und von einem Baldachin überdacht war. Schöpfer des Standbildes war der Bildhauer Roland Engelhard. Die seitlich angebrachten Turmhauben waren mit Kupferblech gedeckt.
Die Baukosten für das Wohn- und Geschäftshaus betrugen 324.000 Mark, wovon allein die Sandstein- und Bildhauerarbeiten ohne das Versetzen rund 25.000 Mark in Anspruch nahmen. Zu den wesentlich am Bau Beteiligten zählten die Hannoveraner „Maurermeister Fr. Hölscher, Steinmetzmeister Kramer, Zimmermeister H. Zucker, Schlossermeister Lebelt und Sorst, Maler Gebr. Sievers und Stuckateur Fr. Maassler“.
Nur kurze Zeit nach der Fertigstellung des Geschäftshauses lichtete der hannoversche Fotograf Georg Alpers das Gebäude mit dem durch posierende Personen belebten Vorplatz mit Umgebung und einer hohen Gaslaterne ab. Die Aufnahme fand als Lichtdruck-Reproduktion schon wenig später im Jahr 1899 überregionale Verbreitung als erläuternde Bildtafel in den in Berlin herausgegebenen Blättern für Architektur und Kunsthandwerk.

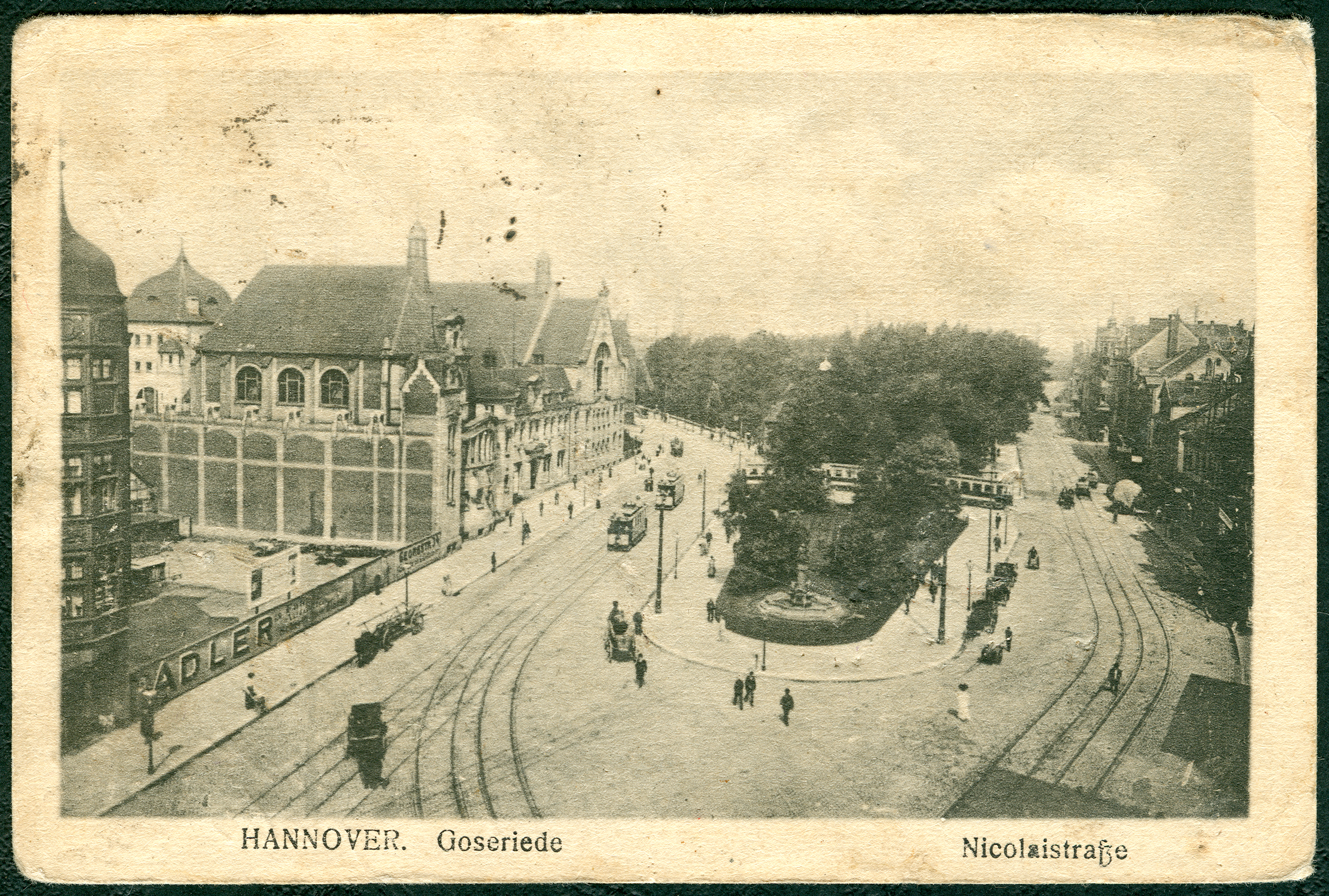
Blick um 1900 auf die Goseriede, ganz links eine Ecke des Geschäftshauses der Striehlschen Waisenstiftung neben dem noch „leeren“ Platz des späteren Anzeiger-Hochhauses;
Ansichtskarte, unbekannter Fotograf

Während das Geschäftshaus an der einen Seite von einer Durchfahrt flankiert war, wurde auf der anderen Seite später unmittelbar angrenzend das Anzeiger-Hochhaus errichtet. Eine Ansichtskarte aus der Zeit um 1900 zeigt zur Hälfte Striehl's Stiftungshaus mit dem Gänseliesel-Brunnen davor, eine ähnliche Karte zusätzlich mit der Beschriftung „Weinrestaurant zum Vater Striehl, Inhaber Hermann Bartels“ und eine Innenansicht des Restaurants. Spätestens seit den 1920er Jahren fand sich im Erdgeschoss des Geschäftshauses eine Filiale der Sparkasse, über der zur Zeit des Nationalsozialismus laut dem Adressbuch der Stadt Hannover von 1942 – die Stadt Hannover war seinerzeit Eigentümer des Gebäudes – sowohl Privatpersonen als Mieterparteien wie auch Firmen, aber auch der Bund Deutscher Mädel ihre Räume hatten.
Das ehemalige Geschäftshaus der Striehlschen Waisenstiftung wurde während der Luftangriffe auf Hannover im Zweiten Weltkrieg durch Fliegerbomben zerstört.
Nach dem Zweiten Weltkrieg errichtete der Architekt Ernst Zinsser an gleicher Stelle das Gebäude der Sparkasse an der Goseriede.

## Weitere Abbildungen
- 1989: Anzeiger-Hochhaus, Kohlezeichnung auf Papier von Ommo Wille; der Künstler verzichtete hier auf die Darstellung des kubischen Nachkriegs-Gebäudes und malte stattdessen den im Krieg zerstörten Vorgängerbau neben das Anzeiger-Hochhaus.[11]